# Luc Ferrari
Luc Ferrari (Parigi, 5 febbraio 1929 – Arezzo, 22 agosto 2005) è stato un compositore francese.

## Biografia
Ferrari è nato a Parigi e ha studiato pianoforte con Alfred Cortot, analisi musicale con Olivier Messiaen e composizione con Arthur Honegger. I suoi primi lavori sono liberamente atonali.
Nel 1954 Ferrari va negli Stati Uniti dove incontra Edgard Varèse, del quale aveva sentito alla radio Déserts, opera che lo aveva notevolmente impressionato. Fu infatti questa composizione ad ispirare Ferrari nell'uso del nastro magnetico per le proprie musiche.
Nel 1958 fonda con Pierre Schaeffer e François-Bernard Mâche il Groupe de recherches musicales. Ha insegnato presso svariate istituzioni in tutto il mondo, lavorando anche per il cinema, il teatro, la radio.
Nei primi anni Sessanta Ferrari inizia a lavorare sul suo Hétérozygote, un pezzo per nastro magnetico. L'uso di suoni ambientali è finalizzato a suggerire una drammatizzazione narrativa. L'impiego di registrazioni ambientali divenne tratto distintivo del linguaggio musicale di Ferrari. In quegli anni teorizza la musica aneddotica: ponendo le sue radici nella musica concreta, Ferrari mette in risalto l'aspetto aneddotico e narrativo dei suoni registrati.
Una delle composizioni di Ferrari, Presque rien No. 1 "Le Lever du jour au bord de la mer" (1970) è considerato un classico del suo genere. Per questo lavoro Ferrari registra una giornata di suoni ambientali su una spiaggia jugoslava, da cui trae un pezzo di ventuno minuti. È stato visto come un'affermazione del pensiero di John Cage, secondo il quale la musica è sempre attorno a noi, e se solo ci fermiamo ad ascoltarla possiamo capirlo.
Nel 1982 collabora con Piotr Kamler per la colonna sonora del film surrealista Chronopolis.
Ferrari ha continuato a scrivere musica strumentale oltre a quella per nastro magnetico. Ha realizzato numerosi documentari su compositori contemporanei, inclusi Olivier Messiaen e Karlheinz Stockhausen.